# Flauros : Book of Angels Volume 29

Flauros : Book of Angels Volume 29  est un album de compositions de John Zorn arrangées par le trio français AutorYno. Annoncé comme l'un des derniers volumes de la série, il est l'œuvre d'un power trio qui mélange métal, punk, trash, dub et surf pour l'un des volumes les plus rock de la série.

## Titres
| No  | Titre     | Durée |
| --- | --------- | ----- |
| 1.  | Carcas    | 4:08  |
| 2.  | Saelel    | 2:14  |
| 3.  | Uvmiel    | 4:17  |
| 4.  | Adoyahel  | 5:01  |
| 5.  | Qaddisin  | 3:49  |
| 6.  | Shahariel | 7:02  |
| 7.  | Abrimas   | 0:51  |
| 8.  | Bethuel   | 4:40  |
| 9.  | Achusaton | 8:53  |
| 10. | Daniel    | 5:01  |

## Personnel
- BertrandDelorme - basse
- Cyril Grimaud - batterie
- David Konopnicki - guitares